# Коміссарова Тетяна Павлівна
Коміссарова Тетяна Павлівна (нар. 21 лютого 1964, Лебедин — 17 січня 1987,  Кундуз) — радянська медсестра, вільнонайманий працівник радянської армії, учасник афганської війни.

## Життєпис
Народилася 21 лютого 1964 року в робітничій родині. Після закінчення середньої школи № 4 навчалася у Лебединському медичному училищі імені М. І. Ситенко. Після закінчення навчання у 1982 році, почала працювати у хірургічну відділенні Сумській обласній лікарні.
Тетяна Коміссарова сама визвалася служити у Афганістані. 11 березня 1986 року міським ОМВК була направлена в Афганістан у 1138-й військовий інфекційний госпіталь (в/ч 92834, м. Кундуз). Її характеризували як сумлінну та працьовиту медсестру, яка багато уваги приділяла відновленню здоров'я воїнів. Під час виконання службових обов'язків тяжко захворіла тифом. Після одужання замість того, щоб відправити її на реабілітацію до СРСР, її перевили працювати до гепатитного відділення. Через кілька місяців вона захворіла на гепатит. Тетяна Коміссарова померла 17 січня 1987 року. Вона була похована на Мироносицькому кладовищі рідного міста.

## Пам'ять
За мужність та героїзм була посмертно нагороджена орденом Червоної Зірки (наказ Президії Верховної Ради СРСР від 08.12.1988).
У Лебедині було встановлено дві меморіальні дошки Тетяні Коміссаровій. 10 квітня 2014 року дошку було встановлено на будівлі середньої школи № 4, того ж року ще одна дошка була встановлена на будівлі Лебединського медичного училища імені М. І. Ситенко.
Її ім'я викарбуване на пам'ятнику «Прощавай, зброє!» у Лебедині. 
19 лютого 2016 року вулицю Крупської, у Лебедині, було перейменовано на вулицю Тетяни Коміссарової.